# Castell de Drottningholm
El castell de Drottningholm és la residència privada de la família reial sueca. Se situa a Drottningholm, sobre una illa del llac Mälaren, als afores d'Estocolm. El castell, així com el seu teatre, el pavelló xinès i el parc adjacent van ser els primers de Suècia a inscriure's a la llista de Patrimoni de la Humanitat de la UNESCO des de 1991.
Va ser construït per la reina Hedvig Eleonora al segle xvii sota les ordres de l'arquitecte Nicodemus Tessin pare i era completat per Nicodemus Tessin fill. L'interior es va decorar entre 1665 i 1703, al principi en un estil de barroc pesat, sumptuós, però posteriorment es va refinar amb patrons francesos. Nicodemus Tessin fill també refeu el jardí de barroc estricte a característiques més franceses. El parc es va expandir amb una secció més moderna, i Gustav III també va refer el parc amb plantejaments anglesos el 1777.

## El teatre

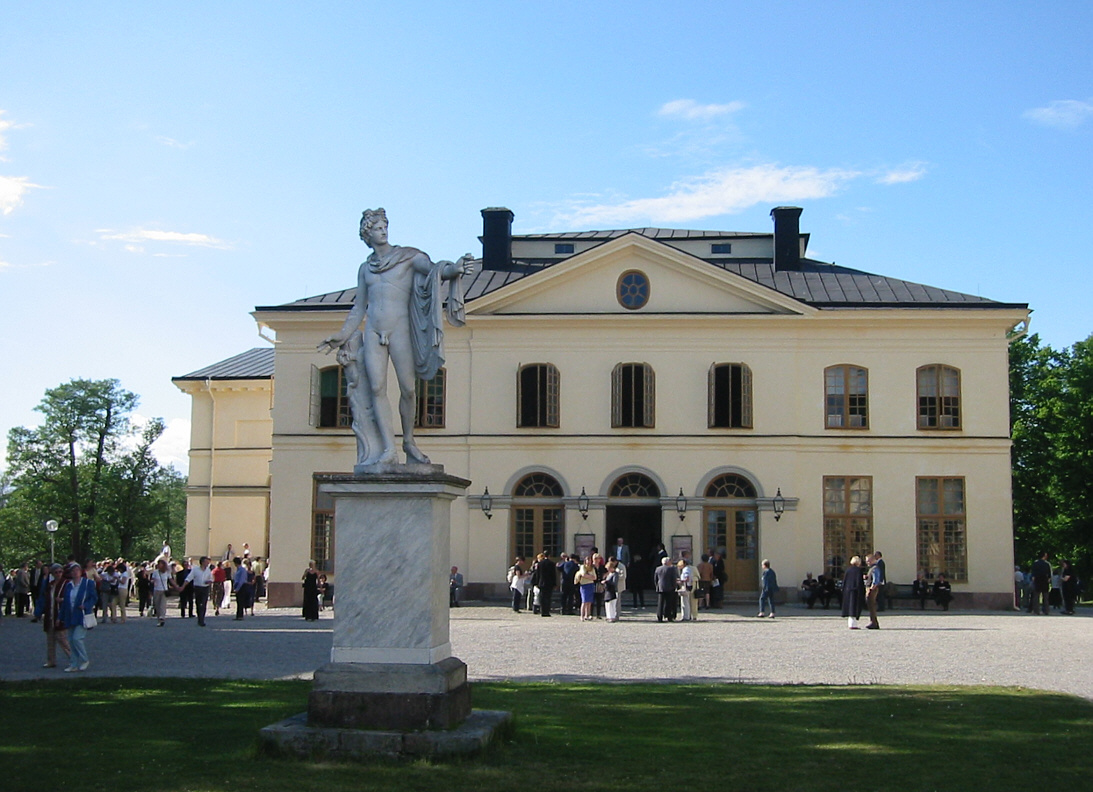
El teatre

El teatre de Drottningholm és un dels millors teatres de barroc conservats a Europa. Es construïa en 1764-66 però el seu període veritable de grandesa no començava fins a 1777, quan Gustav III es feia càrrec del castell. Després de la mort de Gustav III, es discontinuaren les actuacions teatrals i el teatre queia en l'oblit. El 1922 es restaurava al seu estat original sota la direcció d'Agne Beijer. La sofisticada maquinària teatral està encara intacta, i això permet ràpids canvis d'escena amb la cortina amunt. Es conserva una col·lecció única de conjunts d'escenari.

## El Pavelló xinès
El Pavelló xinès es construïa el 1769 per reemplaçar un pavelló de fusta del 1753. L'arquitectura és rococó bàsicament francès però té un caràcter exòtic, amb elements orientals xinesos i altres, que era la moda d'aquells moments. Els interiors del més esplèndid rococó suec. L'exterior del Pavelló xinès es renovava el 1943-1955 i l'interior el 1959-1968. El 1990 es començà una minuciosa restauració de l'exterior.